# Списък на символите, които носят късмет
 Тази статия е за нерелигиозни символи, носещи късмет.  За релиозни символи вижте Религиозни символи.  
Списъкът на символите носещи късмет съдържа списък от амулети (предмети считани, че защитават собственика си), за които се смята, че носят късмет.
Почти всеки обект може да се използва като амулет (синоним на „талисман“). Например монетите и копчетата, както и малките предмети, подарени, поради благоприятните асоциации, които създават. Много магазини за сувенири имат редица малки предмети, които могат да бъдат използвани като амулети за късмет. Амулетите за късмет често се носят по тялото, но не е задължително.

## История
Mojo е талисман, произхождащ от африканската култура. Използва се във вуду церемонии се ползват няколко талисмана или заклинания, чиято цел е да предизвика специфичен ефект. Концепцията е, че определени предмети, поставени в чантата и заредени, ще създадат свръхестествен ефект за носителя. Дори днес все още се използват торби mojo.
Европа също допринася за концепцията за талисмани носещи късмет. Привържениците на Свети Патрик (покровителя на Ирландия), приемат четирилистната детелина като символ на ирландския късмет, защото детелините са в изобилие в хълмовете на Ирландия.
В края на 20-ти век в Полша популярна става фигурката на евреин с монета и други изображения, като четирилистни детелини, подкови и слонове с хобот, насочен към небето и др. Ползват се като талисмани за забогатяване, и за спортен успех на футболните фенове.

## Списък
Това е списък в азбучен ред на символи, знаци и амулети, които носят късмет. Късметът се символизира от широк спектър от предмети, числа, символи, растителни и животински представители, които се различават значително в различните култури в световен мащаб. Значението на всеки символ се корени във фолклора, митологията, езотериката, религията, традицията, необходимостта или комбинация от тях.
| Символ                                                     | Символ | Култура                                                         | Бележки |
| ---------------------------------------------------------- | ------ | --------------------------------------------------------------- | --- |
| числото 7                                                  |        | Западен свят, Япония                                            | [ 6 ] [ 7 ] |
| числото 8                                                  |        | Китай                                                           | На китайски думата има сходно звучене с „богатство“. |
| Aitvaras                                                   |        | Литва                                                           | |
| Ashtamangala                                               |        | Индийски религии като индуизъм, джайнизъм и будизъм             | Будизъм: Безкраен възел, лотосов цвят, Дхваджа, Дхармачакра, Бумпа, Златна рибка, чадър, раковина; допълнителни символи за индуизма и джайнизма |
| Corno portafortuna                                         |        | Централна и Южна Италия                                         | |
| Maneki-neko                                                |        | Япония, Китай                                                   | Често бъркан като китайски символ поради използването му в китайските общности, Maneki-neko е японска фигура. Според вдигнатата лапа носи късмет за дома или бизнеса. |
| Sarimanok                                                  |        | Maranao (коренните народи на филипинския остров Минданао)       | |
| Албатрос, виж Албатрос (метафора)                          |        |                                                                 | Считан за знак на късмет, ако бъде видян от моряците. |
| Бамбук                                                     |        | Китай                                                           | [ 10 ] |
| Бяла обикновена калуна                                     |        | Ирландски пътешественици (номадска група в Ирландия), Шотландия | [ 11 ] |
| Бял слон                                                   |        | Тайланд                                                         | [ 12 ] |
| Бяла лястовица                                             |        | България                                                        | Символ на надеждата и панацеята. Йордан Йовков разглежда суеверието в разказа си „По жицата“. |
| Евреинът с монета                                          |        | Полша                                                           | Смята се, че носи пари. |
| Жад                                                        |        | Китай                                                           | |
| Заешко краче                                               |        | Северна Америка, Англия и Уелс                                  | Заешкото краче се носи като талисман за късмет. |
| Калинка                                                    |        | Германия, Италия, Русия, Турция, Бразилия, Сърбия               | В Сърбия има стара детска песен „Let, let, bubamaro, donesi mi sreću“ със значение „Лети, лети, калинка, донеси ми щастието“. На сръбски „sreća“ означава „добри шансове“ като в лотария или „щастие“, но тук става въпрос за емоции.                                         |
| Коминочистач                                               |        | Много части на света                                            | Носи късмет при докосване, особено на Нова година и на сватби. |
| Костенуркова котка                                         |        | Много култури                                                   | Във фолклора на няколко култури се смята, че котките с цвят на костенурка носят късмет – в Ирландия, САЩ, Япония, Англия и др. |
| Ловец на сънища                                            |        | Местни американци (Ojibwe)                                      | [ 16 ] [ 17 ] |
| Лястовица                                                  |        | Корея                                                           | Вкоренени в народната приказка „Heungbu и Nolbu“, в която добрият брат Хенгбу помага на лястовица със счупено крило, която му се отблагодарява със семена, от които покълват тикви със скъпоценни камъни вътре. Лошият брат Нолбу получава семена, от които излизат бедствия. |
| Монах, който преминава                                     |        | Будисти                                                         | |
| Пенисна кост                                               |        | Американския юг                                                 | В hoodoo, фолклорната магия на американския юг, пенисната кост от миеща мечка понякога се носи като амулет за любов или късмет. |
| Подкова                                                    |        | Англия и няколко други европейски етноси                        | Подковите се считат за носещи късмет, когато са обърнати нагоре и не носят късмет, когато са обърнати надолу, въпреки че някои хора вярват в обратното. |
| Прасе (pig – животните от рода Sus, в семейството Свиневи) |        | Китай, Германия                                                 | [ 21 ] |
| Птица или ято, в посока отдясно наляво                     |        | Паганизъм                                                       | Augury (практиката от древноримската религия за тълкуване на поличбите от наблюдаваното поведение на птиците) |
| Риба                                                       |        | Китай, евреи, Древен Египет, Тунис, Индия, Япония               | [ 22 ] [ 23 ] [ 24 ] [ 25 ] [ 26 ] [ 27 ] |
| Трилистник или детелина                                    |        | Ирландия                                                        | Докато в по-голямата част от света за носеща късмет се смята само четирилистната детелина, то в Ирландия са и всички ирландски трилистници. |
| Червена мухоморка                                          |        |                                                                 | |
| Хамбарна звезда                                            |        | САЩ                                                             | [ 28 ] [ 29 ] |
| Четирилистна детелина                                      |        | Ирландци, келти и немци                                         | [ 30 ] [ 31 ] |
| Ядец                                                       |        | Европа, Северна Америка                                         | [ 32 ] |